# Karl Radek
Karl Berngardovitch Radek (31 (19) de outubro de 1885 - 9 de maio de 1939) foi um líder bolchevique e comunista soviético e internacional.
Radek nasceu em Lemberg (atualmente Lviv na Ucrânia, na província Austro-Húngaro da Galicia) como Karol Sobelsohn, numa família de judeus poloneses. Ele assumiu o pseudônimo "Radek" por causa de um personagem que admirava em um livro (talvez Syzyfowe Prace de Stefan Żeromski). Como membro do Partido Social-Democrata dos Trabalhadores Russos (PSDTR) desde 1898, ele participou da Revolução de 1905 em Varsóvia.
Durante a Primeira Guerra Mundial, Karl Radek, Alexander Parvus e Iákov Ganetski se envolveram em negociações secretas com o Estado-Maior alemão sobre financiamento aos bolcheviques e foram organizadores da Operação Copenhague, bem como mediadores entre Lenin e os alemães, que autorizaram a passagem do líder revolucionário em um trem blindado sob a promessa de retirar a Rússia da guerra.
Radek tomou uma posição anti-belicista durante a guerra, enquanto viveu na Suíça e na Suécia, apoiou os bolcheviques e entrou para o Partido em 1917 após a Revolução de Outubro. Ele esteve na Alemanha entre 1918 e 1920 para ajudar a organizar a Revolta Espartaquista com Rosa Luxemburgo e Karl Liebknecht.
Em 1920, Radek voltou para a Rússia e entrou para o Comintern, mas sua influência diminuiu. Em 1924, ele perdeu o posto que tinha no Comitê Central e em 1927 foi expulso do Partido. Entretanto, foi readmitido em 1930. Mais tarde, ele adotou a posição de que o governo soviético deveria se aproximar da Alemanha. Em 1934, ele foi entrevistado por um político alemão, no qual ambos deploraram a tendência hostil de seus respectivos governos, e Radek fez uma observação polêmica: “Existem uns caras bons nas SA e SS.” Em 1936, ele parabenizou o general Ernst Köstring no dia em que a Alemanha ocupou a Renânia, junto com Mikhail Tukhachevsky. Radek ajudou a escrever a Constituição soviética de 1936. Durante o Grande Expurgo no ano seguinte, porém, ele foi acusado de traição e confessou no Julgamento dos Dezessete (1937, também chamado Segundo Julgamento de Moscou). Acredita-se que Radek tenha morrido na prisão, em uma briga com outro preso,[carece de fontes?] enquanto outros crêem que ele tenha vivido até os anos 1950.[carece de fontes?]
Radek foi um pioneiro da Revolução Sexual. Sua campanha contra a "Moral Burguesa" e seus apelos ao amor livre impregnaram de tal modo a propaganda revolucionária que toda uma geração de jovens vieram a ser conhecidas como "a prole de Karl Radek".
Consta que Radek teria criado diversas piadas políticas sobre Josef Stalin.